# 维克托·鲁班
维克托·鲁班（Viktor Ruban，1981年5月24日—），生于哈尔科夫，乌克兰射箭运动员。曾获得2004年雅典奥运男子射箭团体赛季军和2008年北京奥运男子射箭个人赛冠军。